# 鹿港街
鹿港街，為1920年 - 1945年間存在之行政區，轄屬台中州彰化郡。今彰化縣鹿港鎮。

## 街原名
原屬馬芝堡下之鹿港街、頂番婆庄、草港中、草港尾庄、南勢庄、海埔厝社、海厝庄、廖厝庄、溝漧庄、頂厝庄、打鐵厝庄

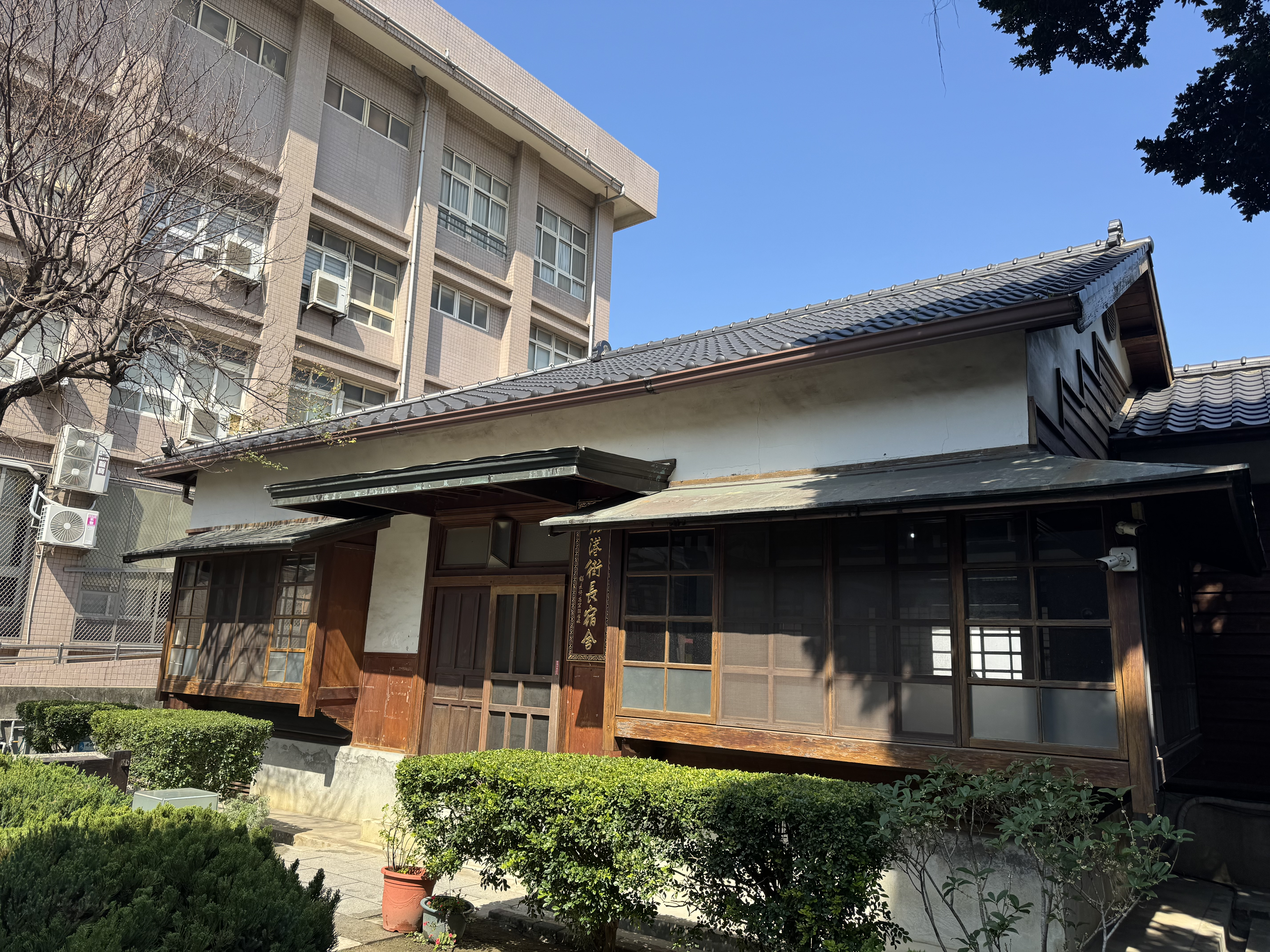
鹿港街長宿舍

## 行政區劃
鹿港街轄域內分為鹿港、頂番婆、草港中、草港尾、南勢、海埔厝、顏厝、廖厝、溝墘、頂厝、打鐵厝十一個大字。街役場位於「崎仔腳街」（今鹿港警察分局對面），1934年（昭和9年）不見天街拆除拓寬，街役場遷入今民權路的新廳舍，戰後改組為鹿港鎮公所，至1989年拆除改建為現鎮公所新廈。
- 鹿港大字下有「大有口」、「菜市頭」、「和興」、「新興」小字名
- 頂厝大字下有「頂厝」、「崙子頂」小字名
- 海埔厝大字有「海埔厝」、「洋子厝」小字名
- 顏厝大字下有「顏厝」、「查某旦」小字名